# Orthomys
Orthomys — рід викопних гризунів родини пакаранових (Dinomyidae). Скам'янілі рештки представників цього роду були знайдені в Бразилії.

## Класифікація
Рід включає три види
- Orthomys longicaudatus
- Orthomys procedens
- Orthomys resecans